# Una ragazza a rimorchio
Una ragazza a rimorchio (Les petits matins) è un film del 1962 diretto da Jacqueline Audry.